# 지방도 제1017호선
지방도 제1017호선은 경상남도 진해시 대장동과 밀양시 산내면 송백리를 잇던 경상남도의 지방도이다.
1990년 당시에는 도로현황조서 기준으로 부산광역시 강서구 송정동, 경상남도 김해시 시내구간인 가락로와 생림면, 밀양시를 경유하였으며 1989년 1월 1일 부로 행정구역이 개편함에 따라 기점을 송정동에서 김해시 부원동으로 변경되었다. 이후 경상남도 진해시로 기점이 변경되어 김해시 장유면, 내외동, 생림면, 밀양시 가곡동, 부북면을 거치게 되었다가 2003년부터 폐지되었다.

## 참고사항
- 2003년 2월 20일 : 노선 폐지[1]

## 주요 경유지
2002년 도로현황조서 기준 마지막으로 남아있는 구간은 다음과 같았다.
- 진해시
  - 대장동

- 김해시
  - 장유면 내덕리
  - 북부동 삼계동
  - 생림면 나전리 - 생림리 - 생철리 - 마사리

- 밀양시
  - 삼랑진읍 삼랑리 - 미전리 - 용성리 - 임천리
  - 가곡동
  - 부북면 운전리 - 춘화리 - 위양리
  - 상동면
  - 산내면 송백리

## 같이 보기
- 국도 제58호선